# 拉沃 (涅夫勒省)
拉沃（法語：Raveau，法語發音：[ʁavo]）是法国涅夫勒省的一个市镇，属于卢瓦尔河畔科讷库尔区。

## 地理
拉沃（47°11'11"N, 3°4'36"E）面积35.5 平方千米，位于法国勃艮第-弗朗什-孔泰大區涅夫勒省，该省份为法国中部省份，北至约讷省，西北接卢瓦雷省，西接谢尔省，南至阿列省，东南接索恩-卢瓦尔省，东临科多尔省。
与拉沃接壤的市镇（或旧市镇、城区）包括：纳尔西、尚武、卢瓦尔河畔拉沙里泰、绍尔涅、拉马尔什、米尔兰、圣欧班莱福日、瓦雷讷莱纳尔西。

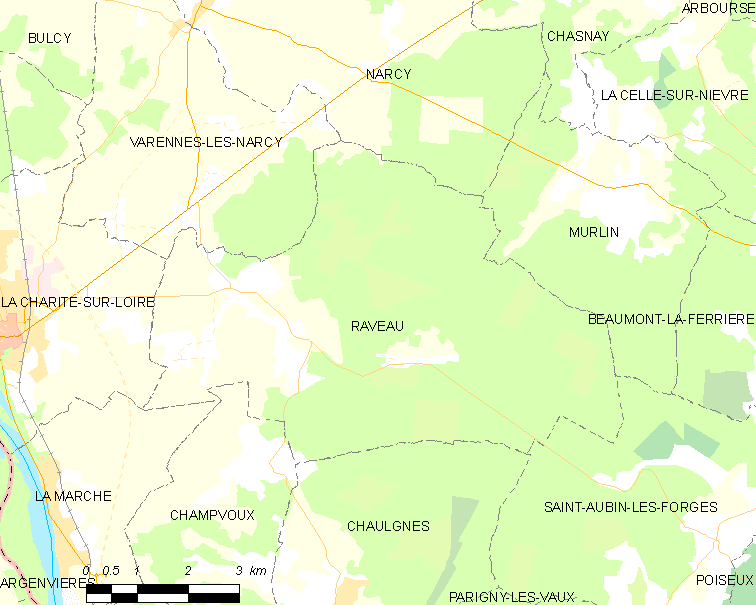
的OSM定位图

拉沃的时区为UTC+01:00、UTC+02:00（夏令时）。

## 行政
拉沃的邮政编码为58400，INSEE市镇编码为58220。

## 政治
拉沃所属的省级选区为卢瓦尔河畔拉沙里泰县。

## 人口

1962-2008年间人口变化图示

拉沃于2022年1月1日时的人口数量为611人。